# Constantin le Juif
Constantin le Juif, né vers 850 et mort un 26 décembre après 886, est un moine chrétien byzantin et un évangélisateur reconnu comme un saint dans l'Église orthodoxe.

## Biographie
Issu d'une famille juive de Synada, Constantin excelle dans l'hébreu et l'Ancien Testament dès son plus jeune âge. Il aurait été converti au christianisme dans sa jeunesse par le pouvoir du signe de la croix, qu'il aurait fait en imitant spontanément un marchand chrétien. Sa pleine conversion a été graduelle. Il peut être lié à la campagne entreprise par l'empereur Basile Ier (r. 867-886) pour convertir les Juifs au début de son règne. La famille de Constantin a arrangé un mariage pour lui, mais le jour de son mariage, il s'enfuit au monastère de Phlouboute, où il a finalement été baptisé.
Constantin, dit « celui des Juifs » (ό εξ Ιουδαιων), reste à Phlouboute pendant douze ans. Il est ordonné prêtre pour évangéliser les Juifs de Nicée. Dans une vision, Saint Spyridon lui dit d'aller à Chypre, où il a acquis une relique d'un martyr nommé Palamon, qu'il a donnée au monastère de Saint Hyakinthos à Nicée. Après Phlouboute, il rejoint les établissements monastiques de l'Olympe de Bithynie, où des proches juifs tentent de le faire arrêter et renvoyer en fugitif. Il finit par s'installer sur l'Olympe, d'abord à Atroa et plus tard à Balaios . De l'Olympe, il intervient pour réconcilier l'empereur Basile Ier avec son fils Léon VI, co-empereur depuis 870.
Une hagiographie anonyme de Constantin (Acta Sanctorum, nov. IV, 628–656  et Bibliotheca Hagiographica Graeca 370 ) a été écrite par un moine nicéen au début du Xe siècle sous le règne de Léon VI, probablement à Constantinople. L'auteur est pas une connaissance de Constantin et il s'appuie sur les traditions orales pour sa composition. L'hagiographie ne survit que dans un seul manuscrit. L'auteur dépeint Constantin comme populaire auprès de l'aristocratie byzantine. Les miracles qu'il attribue à la sainteté de Constantin sont peu conventionnels. Dans l'un, une séductrice s'évanouit lorsque Constantin fait le signe de la croix.
L'archevêque Antoine de Novgorod rapporte l'existence d'une église dédiée à Constantin dans le quartier juif de Constantinople au XIIIe siècle.